# Coupe Spengler 1974
Navigation
Édition précédente Édition suivante
La Coupe Spengler 1974 est la 48e édition de la Coupe Spengler. Elle se déroule en décembre 1974 à Davos, en Suisse.

## Règlement du tournoi
Les équipes sont regroupés au sein d'un seul groupe. Les équipes jouent un match contre chacune des autres équipes. Le premier de la poule est déclaré vainqueur de la Coupe Spengler.

## Résultats des matchs et classement
| Clt   | Équipe            | PJ | V | D | N | BP | BC | Pts |
| ----- | ----------------- | -- | - | - | - | -- | -- | --- |
| +001, | Slovan Bratislava | 4  | 2 | 0 | 2 | 19 | 12 | 6   |
| +002, | Pologne           | 4  | 2 | 0 | 2 | 17 | 12 | 6   |
| +003, | Finlande          | 4  | 2 | 1 | 1 | 18 | 9  | 5   |
| +004, | Suisse            | 4  | 1 | 3 | 0 | 7  | 18 | 2   |
| +005, | Pays-Bas          | 4  | 0 | 3 | 1 | 11 | 21 | 1   |

- Vainqueur de la compétition